# Polonia Środa Wielkopolska
 KS "Polonia" Środa Wielkopolska – polski klub sportowy założony 1 października 1919 roku w miejscowości Środa Wielkopolska.

## Działające sekcje

### Piłka nożna
Pierwsza piłkarska drużyna seniorów gra w III lidze, grupa: II, natomiast drugi zespół występuje w  V liga Red Box, grupa: wielkopolska II. Działają także drużyny juniorów młodszych, trampkarzy, młodzików, orlików i żaków. Istnieje również drużyna kobiet, która w sezonie 2009/2010 zadebiutowała w II lidze. Kobiety awansowały do I ligi w sezonie 2017/2018. Sporadycznie organizowane są też mecze oldboyów.
Sukcesy klubu
- mistrzostwo IV ligi wielkopolskiej (grupa: północ) w sezonie 2010/11 i awans do III ligi (grupa kujawsko-pomorsko-wielkopolska)
- 4 sezony w III lidze (ob. II liga) (1993/1994, 1994/1995, 1995/1996, 1996/1997)
- Poznański Puchar Polski (1999/2000, 2008/2009, 2014/15, 2015/16, 2016/2017, 2017/2018, 2018/19)
- zdobywca Pucharu Polski na szczeblu wojewódzkim (2016/17, 2017/18, 2018/19, 2020/21, 2021/22)
- 1/16 finału Pucharu Polski (2018/2019)[1], 1/32 finału Pucharu Polski (2017/2018, 2019/2020 – w tym sezonie Polonia po raz pierwszy zagrała oficjalny mecz z drużyną z ekstraklasowego szczebla[2], podejmując u siebie Górnika Zabrze, oraz 2021/2022)

### Hokej na trawie
Drużyna seniorów w hokeju na trawie występuje w I lidze, istnieją drużyny młodzieżowe: juniorzy starsi, młodziki i dzieci oraz juniorki młodsze.
sukcesy klubu
- Seniorzy
  - Boiska otwarte: 1x 2. miejsce; 5x 3. miejsce w Mistrzostwach Polski
  - Hala: 1x 3. miejsce w Mistrzostwach Polski
- Juniorzy:
  - Boiska otwarte: 2x 1. miejsce; 3x 2. miejsce; 2x 3. miejsce w Mistrzostwach Polski
  - Hala: 2x 1. miejsce; 3x 3. miejsce w Mistrzostwach Polski
- Juniorzy młodsi:
  - Boiska otwarte: 2x 1. miejsce; 2x 2. miejsce; 2x 3. miejsce w Mistrzostwach Polski
  - Hala: 3x 1. miejsce; 3x 2. miejsce; 1x 3. miejsce w Mistrzostwach Polski
- Seniorki:
  - Boiska otwarte: 1x 1. miejsce w Mistrzostwach Polski
  - Hala: 1x 2. miejsce; 1x 3. miejsce w Mistrzostwach Polski

### Piłka ręczna
Sekcja piłki ręcznej posiada trzy drużyny młodzieżowe (juniorzy, młodziki, dzieci) oraz drużynę seniorską, która występuje w II lidze.

### Dart
Sekcja darta formalnie istnieje, ale drużyna nie występuje w żadnej lidze.
sukcesy klubu
- 3x wicemistrzostwo Wielkopolski (1999/00, 2000/01, 2001/02)
- 5. miejsce na Mistrzostwach Polski w 2001 roku

## Historia
Początki Klubu Sportowego „Polonia” Środa Wielkopolska sięgają roku 1919. 8 września Antoni Wróblewski wraz z kolegami wybrali się do Poznania na mecz ówczesnego mistrza wielkopolski – „Unii” Poznań i czołowej Polskiej drużyny – „Pogoni” Lwów. Widowisko to najprawdopodobniej tak zafascynowało Wróblewskiego, że po powrocie do domu postanowił w Środzie założyć drużynę piłkarską. Tak więc 1 października zorganizowano zebranie organizacyjne, w którym wzięły udział 33 osoby. Powołano klub, któremu nadano nazwę „Polonia”. Pierwszym prezesem został Adam Pankowski. Początkowo w „Polonii” uprawiano tylko piłkę nożną, ale już pod koniec października powstała druga sekcja – tenisa ziemnego. 20 sierpnia 1920 roku klub dokonał rejestracji, a funkcję prezesa objął Józef Szymkowiak. Wkrótce powstały dwie kolejne sekcje: gimnastyczna i lekkoatletyczna.
Piłkarze do rozgrywek klasy „C” przystąpili dopiero w 1921 roku. Po dwóch sezonach gry drużyna wywalczyła awans do klasy „B”. W drugiej połowie 1923 roku klub dopadły problemy finansowe. Najpierw likwidacji uległy dwie sekcje: lekkoatletyczna i gimnastyczna, a następnie „Polonii” zagroziła upadłość. Próbie ratowania klubu podjął się bogaty mieszkaniec Gniezna – Tadeusz Mikołajczak. Zmienił on jednak nazwę „Polonii” na „Tabromik” (TA – Tadeusz, BRO – Bronisław, MIK – Mikołajczak). Największym błędem było jednak połączenie klubu z gimnazjalnym klubem „Venetia”. Większość piłkarzy z dotychczasowej „Polonii” nie wyraziła chęci gry w powstającym „Tabromiku”. Zespół został więc oparty na młodzieży średzkiego gimnazjum, a ponieważ młodzieży szkolnej nie było wolno uczęszczać do klubów pozaszkolnych, więc „Tabromik” przekształcił się w szkolny.
„Tabromik” przetrwał do roku 1930, ale już 28 listopada 1926 roku grupa byłych działaczy „Polonii” zwołała zebranie, by reaktywować klub. Na prezesa nowej „Pogoni” – tak właśnie nazwano nowy klub, wybrano Stefana Kujawińskiego. K.S. „Pogoń” prowadził sześć sekcji (piłka nożna, tenis ziemny, lekkoatletyka, boks, kręgle i strzelectwo). Rok później powstały dwie kolejne sekcje: siatkówki i koszykówki. Od roku 1932 w rozgrywkach klasy „C” występowały aż trzy drużyny z miasta („Pogoń”, „Legia” i „Strzelec”).
W latach trzydziestych XX wieku „Pogoń” mogła się szczycić znakomitym lekkoatletą – Kazimierzem Jasiewiczem. Po jakimś czasie K. Jasiewicz przeniósł się do „Warty Poznań”. Dwa razy był brany pod uwagę na wyjazd na Igrzyska Olimpijskie (1932 w Los Angeles i 1936 w Berlinie). W 1934 roku uzyskał czas 10,7 s w biegu na 100 metrów, co uplasowało go na 3. miejscu najlepszych sprinterów Polski.
W 1939 roku „Pogoń” występowała nadal w klasie „B”. 15 sierpnia piłkarze rozegrali ostatni mecz przed wybuchem II wojny światowej. Rywalem drużyny był „Grom” Poznań, który przegrał spotkanie 2-4. Po raz ostatni zawodnicy także wystąpili pod nazwą „Pogoń”. W tym samym roku 18 sierpnia rozegrano ostatnią imprezę sportową w Środzie, były to mistrzostwa miasta w bilardzie. Zwyciężył pogonista – Januszkiewicz.
1 września 1939 roku z powodu wybuchu II wojny światowej wszystkie kluby sportowe zawiesiły działalność. Istniał jedynie tzw. „podziemny” sport. Boksowano się w chlewach, biegano w lasku źrenickim, w piłkę grano pod Jarosławcem i Janowem. Najczęściej zawody odbywały się wcześnie rano, aby ukryć się przed Niemcami. Z ustaleń wynika, że jedna z drużyn piłkarskich w tamtym okresie nazywała się „Polonia”, nie wiadomo jednak, czy to przypadek, czy też ruch patriotyczny, czy może jakiś działacz przedwojennego klubu. Należy pamiętać, że wiele osób związanych z „Polonią” zginęło w walkach.
Już 14 kwietnia 1945 roku odbyło się zebranie, na którym powołano Średzki Klub Sportowy, a 9 czerwca przywrócono nazwę „Polonia”. Pierwszym powojennym prezesem został Józef Pomykaj. „Polonia” miała w tym czasie sekcje: piłki nożnej, lekkoatletyki, gier sportowych, pływacką, wioślarską, kręglarską i tenisa ziemnego. Jeszcze tego samego roku zlikwidowana została sekcja gier sportowych, a utworzono motorową, piłki ręcznej, siatkówki i koszykówki.
W lipcu 1945 roku powstał Klub Sportowy „Cukrownia” Środa z sekcją hokeja na trawie. Założony został przez legendarnego Józefa Wojtysiaka. W 1949 roku „Cukrownia” dokonała fuzji z „Polonią” i powstało Związkowe Koło Sportowe „Związkowiec” Środa liczący 11 sekcji.
Jednym z najbardziej utytułowanych sportowców w „Polonii” był Józef Sujkowski, który w 1949 roku zdobył Mistrzostwo Polski w turystyce motorowej. Kilkakrotnie zostawał Mistrzem Wielkopolski w rajdach motocyklowych. Jego kariera została przerwana w 1954 z powodu ciężkiej kontuzji odniesionej podczas jednego z treningów.
Na początku lipca 1950 „Związkowiec” Środa przeniósł się do stowarzyszenia „Unia”, co zaowocowało kolejną zmianą nazwy na „Unia”, a w 1952 stał się członkiem stowarzyszenia „Kolejarz” (zmiana nazwy na „Kolejarz”).
W sezonie 1952 średzcy piłkarze byli bardzo bliscy awansu do III ligi. Trzy kolejki przed końcem sezonu „Unia” spotkała się w meczu z „Spójnią” Gniezno. Zwycięstwo dawało drużynie ze Środy awans. Zawodnicy chyba za bardzo pamiętali wygraną w Gnieźnie 2-1 i wysoko przegrali 0-5. Aby wywalczyć promocję do wyższej ligi, trzeba było wygrać dwa ostatnie spotkania. Pierwsze średzianie wygrali, ale w drugim zremisowali z ostatnią drużyną w tabeli – „Spójnią” Konin 1-1 nie wykorzystując 3. minuty przed końcem rzutu karnego. W takiej sytuacji „Unia” zrównała się liczbą punktów z „Spójnią” Gniezno, ale miała gorszy bilans bramkowy i w ostateczności zajęła drugie miejsce.
W 1956 roku po kilku latach przerwy do nazwy powróciło słowo „Polonia”, a koło zaczęło nosić nazwę „Kolejarz-Polonia”. Rok później funkcjonowała już samodzielna nazwa „Polonia”.
Jeszcze w 1956 roku sporym sukcesem mogli się poszczycić piłkarze drużyny juniorów, którzy wywalczyli awans do finału mistrzostw wielkopolski, gdzie znaleźli się w trójce najlepszych drużyn w województwie. Z powodu konfliktu Koła Sportowego „Kolejarz-Polonia” z nauczycielem wychowania fizycznego w średzkim Liceum Ogólnokształcącym zespół został zdekompletowany i w ostateczności wycofał się z rozgrywek. W tym samym roku szachistka – Teresa Szatkowska została wicemistrzynią Wielkopolski.
W 1972 roku odżyła sekcja piłki ręcznej. Drużyna „Polonii” szybko awansowała z klasy „A” poprzez klasę okręgową do ligi międzywojewódzkiej, w której grała do 1995 roku, gdyż z powodów finansowych i kadrowych została wycofana. Po roku przerwy zespół znów został zgłoszony do rozgrywek. Po kilku sezonach „Polonia” znów nie wystartowała w III lidze, gdyż rozgrywki na tym szczeblu zostały zlikwidowane i drużyna musiałaby występować w II lidze, a na grę nie było pieniędzy.
W 1973 roku powstała drużyna hokeja na trawie kobiet, która trzy lata później zdobyła złoty medal w mistrzostwach Polski na boiskach otwartych, pokonując w finale rozegranym w Skoroszycach Polonię Wrocław 1-0. Zwycięskiego gola strzeliła Maria Buszko. Do osiągnięć drużyny można dołożyć także drugie i trzecie miejsce w Mistrzostwach Polski na hali. Zespół został rozwiązany już w 1978 roku.
Najbardziej utytułowaną sekcją w „Polonii” jest hokej na trawie. Seniorzy pięciokrotnie zajmowali trzecie miejsce w Mistrzostwach Polski na boiskach otwartych. Jednak największym osiągnięciem było wicemistrzostwo Polski w 2000 roku. Średzcy laskarze niespodziewanie w półfinale rozgrywek wyeliminowali po rzutach karnych Poczciwiec Poznań i awansowali do finału, w którym ulegli Grunwaldowi Poznań 0-5. Trenerem drużyny w tamtym okresie był Leszek Andrzejczak. Kilkadziesiąt medali w Mistrzostw Polski wywalczyły także drużyny młodzieżowe.
W sezonie 1989/1990 piłkarze awansowali do Klasy Okręgowej, a dwa lata później do Klasy Makroregionalnej. Celem drużyny był awans do III ligi, ale czwarte miejsce na koniec sezonu nie zadowoliło nikogo. Jednak nie wszystko było stracone. „Kotwica” Kórnik grająca w III lidze borykała się z problemami finansowymi. Dzięki porozumieniu działaczy z Środy i Kórnika piłkarze „Polonii” w kolejnym sezonie wystartowali już w III lidze. Drużyna w sezonie 1993/1994 wstępowała pod nazwą „Kotwica-Polonia” Środa. Średzianie zadebiutowali w rozgrywkach 8 sierpnia 1993 roku na własnym boisku przeciwko zespołowi Darzbór Szczecinek. Po bramkach Marcina Lecieja i Dariusz Dukarskiego spotkanie zakończyło się wygraną gospodarzy 2-0. Pobyt „Polonii” w III lidze trwał cztery sezony. Po spadku do IV ligi drużyna zajmowała czołowe miejsca, ale dopiero w 2002 roku udało się wywalczyć pierwszą lokatę w tabeli, która dawała prawo gry w barażach. Przeciwnikiem średzian była drużyna Tura Turek. Pierwszy mecz rozegrany w Środzie zakończył się remisem 1-1, a drugi porażką 0-2. W sezonie 1999/2000 poloniści zdobyli Okręgowy Puchar Polski. W finale, który odbył się 31 maja 2000 roku w Luboniu, „Polonia” pokonała po golach Marcina Lecieja i Krzysztofa Nowaczyka rezerwy Lecha Poznań 2-1. Sukces ten piłkarze powtórzyli w sezonie 2008/2009, w finale pokonując Remes Promień Opalenica 3-0. W 2006 piłkarze spadli do Klasy Okręgowej.
14 kwietnia 1999 roku klub „Parys” Środa przyłączył się do „Polonii”, tworząc sekcję darta. Drużyna kilkakrotnie zdobyła wicemistrzostwo Wielkopolski. W 2001 roku na Mistrzostwach Polski w Szczecinku zajęła 5. miejsce. Lider zespołu – Marek Standera w 1999 roku zdobył Mistrzostwo Polski Löwena.
Oprócz wyżej wymienionych sukcesów nie sposób wymienić wszystkie mniejsze. Zawodnicy od początku istnienia klubu startowali w turniejach okolicznościowych, mistrzostwach miasta czy powiatu, na których zajmowali czołowe miejsca. Przez 90 lat średzianie rozegrali setki meczów z drużynami z Polski, jak i z zagranicy. Wielu zawodników „Polonii” występowało w reprezentacji Polski. Dwóch hokeistów – Dariusz Małecki i Dariusz Marcinkowski uczestniczyło w 2000 roku na Igrzyskach Olimpijskich w Sydney. Obecnie piłkarze grają w IV lidze. Hokeiści w tym sezonie spadli do II ligi. Piłkarze ręczni nie uczestniczą w żadnych rozgrywkach, grają tylko młodzicy. Natomiast sekcja darta zawiesiła swoją działalność.
źródło: poloniasroda.ayz.pl

## Prezesi
| Imię i nazwisko      | Lata                    |
| -------------------- | ----------------------- |
| Adam Pańkowski       | 01.10.1919 – 25.08.1920 |
| Józef Szymkowiak     | 26.08.1920 – 01.10.1923 |
| Tadeusz Wojtaszak    | 02.10.1923 – 27.11.1926 |
| Stefan Kujawiński    | 28.11.1926 – 12.02.1930 |
| Eugeniusz Jernajczyk | 13.01.1930 – 23.09.1931 |
| Stanisław Kabat      | 24.09.1931 – 15.02.1934 |
| Stefan Kujawiński    | 16.02.1934 – 22.02.1935 |
| Stanisław Kwaśnik    | 23.02.1935 – 01.03.1936 |
| Franciszek Świt      | 02.03.1936 – 11.02.1938 |
| Edmund Dydymski      | 12.02.1938 – 17.06.1939 |
| Mieczysław Osuch     | 18.06.1939 – 01.04.1945 |
| Józef Pomykaj        | 02.04.1945 – 17.09.1945 |
| Jan Rosicki          | 17.09.1945 – 15.02.1948 |
| Stanisław Kubiak     | 16.02.1948 – 01.12.1949 |
| Mieczysław Mausz     | 02.12.1948 – 05.03.1949 |
| Czesław Dalecki      | 06.03.1949 – 08.02.1950 |
| Stanisław Muszyński  | 09.02.1950 – 10.06.1951 |
| Franciszek Balbiński | 11.06.1951 – 29.10.1952 |
| Jan Rosicki          | 30.10.1952 – 25.02.1955 |
| Stefan Miklajewski   | 26.02.1955 – 27.01.1956 |
| Tadeusz Korek        | 28.01.1956 – 26.09.1956 |
| Wacław Dominiak      | 27.09.1956 – 19.01.1961 |
| Edmund Orłowski      | 10.01.1961 – 28.02.1962 |
| Jędrzej Frąckowiak   | 01.03.1962 – 08.08.1962 |
| Wacław Dominiak      | 09.08.1962 – 06.06.1963 |
| Tadeusz Mąderek      | 07.06.1963 – 31.03.1966 |
| Wacław Dominiak      | 01.04.1966 – 31.01.1967 |
| Jędrzej Frąckowiak   | 01.02.1967 – 18.11.1968 |
| Wacław Dominiak      | 19.11.1968 – 25.02.1969 |
| Jerzy Sypień         | 26.02.1969 – 26.02.1972 |
| Franciszek Szymański | 27.02.1972 – 16.12.1977 |
| Jerzy Węcławiak      | 17.12.1977 – 02.09.1981 |
| Franciszek Szymański | 03.09.1981 – 31.01.1982 |
| Julian Kempa         | 01.02.1982 – 16.05.1986 |
| Zenon Milczke        | 17.05.1986 – 30.06.1989 |
| Michał Oporowski     | 01.07.1989 – 17.12.1991 |
| Mieczysław Ratajczak | 18.12.1991 – 27.02.1992 |
| Andrzej Maleszka     | 28.02.1992 – 19.07.1994 |
| Henryk Kaczor        | 20.07.1994 – 06.03.1995 |
| Marek Musielak       | 21.03.1995 – 15.11.1996 |
| Andrzej Dydymski     | 04.12.1996 – 28.04.1997 |
| Paweł Szarzyński     | 07.05.1997 – 24.06.1999 |
| Józef Kozielski      | 25.06.1999 – 26.08.1999 |
| Mieczysław Jacków    | 27.08.1999 – 07.12.2001 |
| Józef Kozielski      | 08.12.2001 – 21.02.2006 |
| Wojciech Grząślewicz | 22.02.2006 – 07.12.2009 |
| Rafał Ratajczak      | 08.12.2009 - 12.06.2022 |
| Waldemar Grześkowiak | od 13.06.2022           |